# Vacances avec Derek

Vacances avec Derek (Vacation with Derek) est un téléfilm canadien basé sur la série télévisée Derek, diffusé le 25 juin 2010 sur Family. Il devait être également diffusé le 12 décembre 2010 aux États-Unis mais ne l'a jamais été. Le téléfilm a été doublé au Québec et diffusé le 19 août 2011 sur VRAK.TV.

## Synopsis
Derek et Casey sont de retour pour continuer leur rivalité pendant les vacances en famille pour rendre visite à leur grand-mère, Felicia à son auberge au bord du Lac magnifique. Les choses se réchauffent avec Casey quand elle rencontre Jesse, un jeune danseur qui se trouve être un serveur à l'auberge. En attendant, comme Derek est «paralysant» sur ses vacances, il tombe amoureux de Roxy, la fille d'un riche. Mais quand le père de Roxy, un promoteur immobilier cupide, menace de détruire la beauté naturelle autour d'eux, les enfants se réunissent pour sauver le lac et l'auberge, avec un peu d'aide juridique de George et Nora.

## Distribution
- Michael Seater (VQ : Hugolin Chevrette-Landesque) : Derek Venturi
- Ashley Leggat (VQ : Kim Jalabert) : Casey McDonald
- Daniel Magder (VQ : Samuel Jacques) : Edwin Venturi
- Jordan Todosey (VQ : Célia Gouin-Arsenault) : Lizzie McDonald
- Ariel Waller (VQ : Catherine Préfontaine) : Marti Venturi
- John Ralston (VQ : Marc-André Bélanger) : George Venturi
- Joy Tanner (VQ : Viviane Pacal) : Nora McDonald Venturi
- Kate Trotter : Felicia
- Al Sapienza (VQ : Jean-Luc Montminy) : Doug Dunbarton
- Rachel Marcus (en) : Maddie
- A.J. Saudin (en) (VQ : François-Nicolas Dolan) : Oscar
- Aidan Shipley (VQ : Kevin Houle) : Ben
- Nico Archambault : Jesse
- Ana Golja (en) : Isabella
- Kristen Gutoskie (VQ : Bianca Gervais) : Roxy Dunbarton
- Richard Leacock : Bernard Blue

 Source et légende : version québécoise (VQ) sur Doublage.qc.ca